# Gladicosa
Gladicosa là một chi nhện trong họ Lycosidae.